# Lista dos parlamentos estaduais dos Estados Unidos

Mapa indicando o controle partidário de cada legislativo estadual
Maioria democrata
Maioria republicana
Dividido

Mapa indicando o controle partidários dos legislativos e executivos estaduais
Maioria democrata
Maioria republicana
Dividido

Esta é uma lista dos parlamentos estaduais dos Estados Unidos. Cada estado dos Estados Unidos possui um parlamento como parte de seus governos. Seus poderes e atribuições são especificadas pelas constituições estaduais. Com exceção do Nebraska, todos os estados possuem parlamentos bicamerais, composta por uma câmara baixa (Assembleia, Assembleia Geral, Assembleia Estadual, Câmara dos Delegados ou Câmara dos Representantes) e uma câmara alta (Senado). Os territórios e o distrito federal também contam com parlamentos, listadas abaixo. Embora apenas um estado mantenha um legislativo unicameral, três dos cinco territórios seguiram o mesmo caminho – Washington, D.C., Guam e as Ilhas Virgens Americanas. Há 7.383 legisladores estaduais; em março de 2020, 3.859 (52,2%) integravam o Partido Republicano e 3.455 (46,8%) o Partido Democrata.

## Sumário partidário
Controle partidário dos parlamentos estaduais
| parlamentos controlados pelo Partido Republicano | 29 |
| parlamentos controlados pelo Partido Democrata   | 19 |
| parlamento dividido                              | 2  |
| Total                                            | 50 |

Controle partidário dos governos estaduais
| Governos controlados pelo Partido Republicano        | 21 |
| Governos controlados pelo Partido Democrata          | 15 |
| Governador democrata/maioria parlamentar republicana | 8  |
| Governador republicano/maioria parlamentar democrata | 4  |
| Governador democrata/parlamento dividido             | 1  |
| Governador republicano/parlamento dividido           | 1  |
| Total                                                | 50 |

## Estatísticas

### Legisladores estaduais por partido

Diagrama de todos os assentos nas câmaras baixas estaduais

Em 31 de março de 2020
| Partido                          | Câmara baixa   | Câmara alta    | Total          |
| -------------------------------- | -------------- | -------------- | -------------- |
| Republicano (R)                  | 2.775 (51,28%) | 1.084 (54,97%) | 3.859 (52,27%) |
| Democrata (D)                    | 2.581 (47,7%)  | 874 (44,32%)   | 3.455 (46,8%)  |
| Independente (I)                 | 20 (0,37%)     | 3 (0,15%)      | 23 (0,31%)     |
| Progressista de Vermont (P)      | 7 (0,13%)      | 2 (0,1%)       | 9 (0,12%)      |
| Libertário (L)                   | 1 (0,02%)      | 0 (0%)         | 1 (0,01%)      |
| Independente de Nova Iorque (IP) | 1 (0,02%)      | 0 (0%)         | 1 (0,01%)      |
| Vacante                          | 26 (0,54%)     | 9 (0,46%)      | 35 (0,47%)     |
| Total                            | 5.411          | 1.972          | 7.383          |

### parlamentos estaduais
Em 5 de maio de 2020
| Estado            | Executivo estadual | Nome da parlamento        | Câmara baixa              | Câmara baixa                      | Câmara baixa   | Câmara alta     | Câmara alta          | Câmara alta    | Câmara alta |
| Estado            | Executivo estadual | Nome da parlamento        | Nome                      | Força partidária                  | Mandato (anos) | Nome            | Força partidária     | Mandato (anos) |             |
| ----------------- | ------------------ | ------------------------- | ------------------------- | --------------------------------- | -------------- | --------------- | -------------------- | -------------- | ----------- |
| Alabama           | Governador         | parlamento                | Câmara dos Representantes | R 77–28                           | 4              | Senado Estadual | R 27–8               | 4              |             |
| Alasca            | Governador         | parlamento                | Câmara dos Representantes | Coalition 23 (15D, 6R, 2 ind)–17R | 2              | Senado          | R 13–7               | 4              |             |
| Arizona           | Governador         | parlamento Estadual       | Câmara dos Representantes | R 31-29                           | 2              | Senado          | R 17–13              | 2              |             |
| Arkansas          | Governador         | Assembleia Geral          | Câmara dos Representantes | R 76–24                           | 2              | Senado          | R 26–9               | 4              |             |
| Califórnia        | Governador         | parlamento Estadual       | Assembleia Estadual       | D 61–19                           | 2              | Senado Estadual | D 29–11              | 4              |             |
| Carolina do Norte | Governador         | Assembleia Geral          | Câmara dos Representantes | R 65–55                           | 2              | Senado          | R 29–21              | 2              |             |
| Carolina do Sul   | Governador         | Assembleia Geral          | Câmara dos Representantes | R 80–44                           | 2              | Senado          | R 27–19              | 4              |             |
| Colorado          | Governador         | Assembleia Geral          | Câmara dos Representantes | D 41–24                           | 2              | Senado          | D 19–16              | 4              |             |
| Connecticut       | Governador         | Assembleia Geral          | Câmara dos Representantes | D 91–60                           | 2              | Senado          | D 22–14              | 2              |             |
| Dakota do Norte   | Governador         | Assembleia Legislativa    | Câmara dos Representantes | R 79–16                           | 4              | Senado          | R 38–9               | 4              |             |
| Dakota do Sul     | Governador         | parlamento                | Câmara dos Representantes | R 59–11                           | 2              | Senado          | R 29–6               | 2              |             |
| Delaware          | Governador         | Assembleia Geral          | Câmara dos Representantes | D 26–15                           | 2              | Senado          | D 12–9               | 4              |             |
| Flórida           | Governador         | parlamento                | Câmara dos Representantes | R 73–47                           | 2              | Senado          | R 23–17              | 4              |             |
| Geórgia           | Governador         | Assembleia Geral          | Câmara dos Representantes | R 105–75                          | 2              | Senado Estadual | R 35–21              | 2              |             |
| Havaí             | Governador         | parlamento Estadual       | Câmara dos Representantes | D 46–5                            | 2              | Senado          | D 24–1               | 4              |             |
| Idaho             | Governador         | parlamento                | Câmara dos Representantes | R 56–14                           | 2              | Senado          | R 28–7               | 2              |             |
| Illinois          | Governador         | Assembleia Geral          | Câmara dos Representantes | D 74–44                           | 2              | Senado          | D 39–19              | 2 ou 4         |             |
| Indiana           | Governador         | Assembleia Geral          | Câmara dos Representantes | R 67–33                           | 2              | Senado          | R 40–10              | 4              |             |
| Iowa              | Governador         | Assembleia Geral          | Câmara dos Representantes | R 53–47                           | 2              | Senado          | R 32–18              | 4              |             |
| Kansas            | Governador         | parlamento                | Câmara dos Representantes | R 84–41                           | 2              | Senado          | R 28–11, 1 ind       | 4              |             |
| Kentucky          | Governador         | Assembleia Geral          | Câmara dos Representantes | R 61–39                           | 2              | Senado          | R 29–9               | 4              |             |
| Louisiana         | Governador         | parlamento Estadual       | Câmara dos Representantes | R 68–35, 2 ind                    | 4              | Senado Estadual | R 27–12              | 4              |             |
| Maine             | Governador         | parlamento                | Câmara dos Representantes | D 87–56, 6 ind, 2 vac             | 2              | Senado          | D 21–14              | 2              |             |
| Maryland          | Governador         | Assembleia Geral          | Câmara dos Delegados      | D 99–42                           | 4              | Senado          | D 33–14              | 4              |             |
| Massachusetts     | Governador         | Corte Geral               | Câmara dos Representantes | D 127–32, 1 ind                   | 2              | Senado          | D 36–4               | 2              |             |
| Michigan          | Governador         | parlamento                | Câmara dos Representantes | R 58–52                           | 2              | Senado          | R 22–16              | 4              |             |
| Minnesota         | Governador         | parlamento                | Câmara dos Representantes | D 75–55, 4 New Rep                | 2              | Senado          | R 35–32              | 2, 4, 4        |             |
| Mississippi       | Governador         | parlamento                | Câmara dos Representantes | R 75–46, 1 Ind.                   | 4              | Senado Estadual | R 36-16              | 4              |             |
| Missouri          | Governador         | Assembleia Geral          | Câmara dos Representantes | R 116–47                          | 2              | Senado          | R 24–10              | 4              |             |
| Montana           | Governador         | parlamento                | Câmara dos Representantes | R 58–42                           | 2              | Senado          | R 30–20              | 4              |             |
| Nebraska          | Governador         | parlamento                |                           |                                   |                | parlamento      | R 30–18, 1 ind       | 4              |             |
| Nevada            | Governador         | parlamento                | Assembleia                | D 29–13                           | 2              | Senado          | D 13–8               | 4              |             |
| Nova Hampshire    | Governador         | General Court             | Câmara dos Representantes | D 233–165, 1 L                    | 2              | Senado          | D 14–10              | 2              |             |
| Nova Jersey       | Governador         | parlamento                | Assembleia Geral          | D 52–28                           | 2              | Senado          | D 24–16              | 2, 4, 4        |             |
| Novo México       | Governador         | parlamento                | Câmara dos Representantes | D 46–24                           | 2              | Senado          | D 26–16              | 4              |             |
| Nova Iorque       | Governador         | parlamento de Nova Iorque | Assembleia Estadual       | D 106–43, 1 IP                    | 2              | Senado Estadual | D 40–23              | 2              |             |
| Ohio              | Governador         | Assembleia Geral          | Câmara dos Representantes | R 61–38                           | 2              | Senado          | R 24–9               | 4              |             |
| Oklahoma          | Governador         | parlamento                | Câmara dos Representantes | R 77–24                           | 2              | Senado          | R 39–9               | 4              |             |
| Oregon            | Governador         | Assembleia Legislativa    | Câmara dos Representantes | D 38–22                           | 2              | Senado Estadual | D 19–11              | 4              |             |
| Pensilvânia       | Governador         | Assembleia Geral          | Câmara dos Representantes | R 110–93                          | 2              | Senado Estadual | R 28–22              | 4              |             |
| Rhode Island      | Governador         | Assembleia Geral          | Câmara dos Representantes | D 66–9                            | 2              | Senado          | D 33–4               | 2              |             |
| Tennessee         | Governador         | Assembleia Geral          | Câmara dos Representantes | R 73–26                           | 2              | Senado          | R 26–5, 1 ind, 1 vac | 4              |             |
| Texas             | Governador         | parlamento                | Câmara dos Representantes | R 83–67                           | 2              | Senado          | R 19–12              | 4              |             |
| Utah              | Governador         | parlamento Estadual       | Câmara dos Representantes | R 59–16                           | 2              | Senado Estadual | R 23–6               | 4              |             |
| Vermont           | Governador         | Assembleia Geral          | Câmara dos Representantes | D 95–43, 7 P, 5 ind               | 2              | Senado          | D 22–6, 2 P          | 2              |             |
| Virgínia          | Governador         | Assembleia Geral          | Câmara dos Representantes | D 55–45                           | 2              | Senado          | D 21–19              | 4              |             |
| Virgínia          | Governador         | parlamento                | Câmara dos Representantes | R 59–41                           | 2              | Senado          | R 20–14              | 4              |             |
| Washington        | Governador         | parlamento Estadual       | Câmara dos Representantes | D 57–41                           | 2              | Senado Estadual | D 28–21 (20 R, 1 D)  | 4              |             |
| Wisconsin         | Governador         | parlamento                | Assembleia Estadual       | R 63–36                           | 2              | Senado Estadual | R 19–14              | 4              |             |
| Wyoming           | Governador         | parlamento                | Câmara dos Representantes | R 50–9, 1 Ind                     | 2              | Senado          | R 27–3               | 4              |             |

### parlamentos de Washington, D.C. e territórios
| Estado                       | Executivo estadual | Nome da parlamento     | Câmara baixa              | Câmara baixa                                         | Câmara baixa   | Câmara alta             | Câmara alta          | Câmara alta    | Câmara alta |
| Estado                       | Executivo estadual | Nome da parlamento     | Nome                      | Força partidária                                     | Mandato (anos) | Nome                    | Força partidária     | Mandato (anos) |             |
| ---------------------------- | ------------------ | ---------------------- | ------------------------- | ---------------------------------------------------- | -------------- | ----------------------- | -------------------- | -------------- | ----------- |
| Guam                         | Governador         | parlamento             | -                         | -                                                    | -              | parlamento (unicameral) | D 10–5               | 2              |             |
| Ilhas Marianas Setentrionais | Governador         | parlamento             | Câmara dos Representantes | R 14–0, 6 I                                          | 2              | Senado                  | R 7–0, 2 I           | 4              |             |
| Ilhas Virgens Americanas     | Governador         | parlamento             | -                         | -                                                    | -              | parlamento (unicameral) | D 13–0, 2 I          | 2              |             |
| Porto Rico                   | Governador         | Assembleia Legislativa | Câmara dos Representantes | PNP 34–16, 1 PIP                                     | 4              | Senado                  | PNP 21–4, 1 PIP, 1 I | 4              |             |
| Samoa Americana              | Governador         | Fono                   | Câmara dos Representantes | 20 assentos não-partidários + 1 delegado não-votante | 2              | Senado                  | Não-partidário 18    | 4              |             |
| Washington, D.C.             | Prefeito           | Conselho               | -                         | -                                                    | -              | Conselho (unicameral)   | D 11–0, 2 I          | 4              |             |